# Festival di Santander

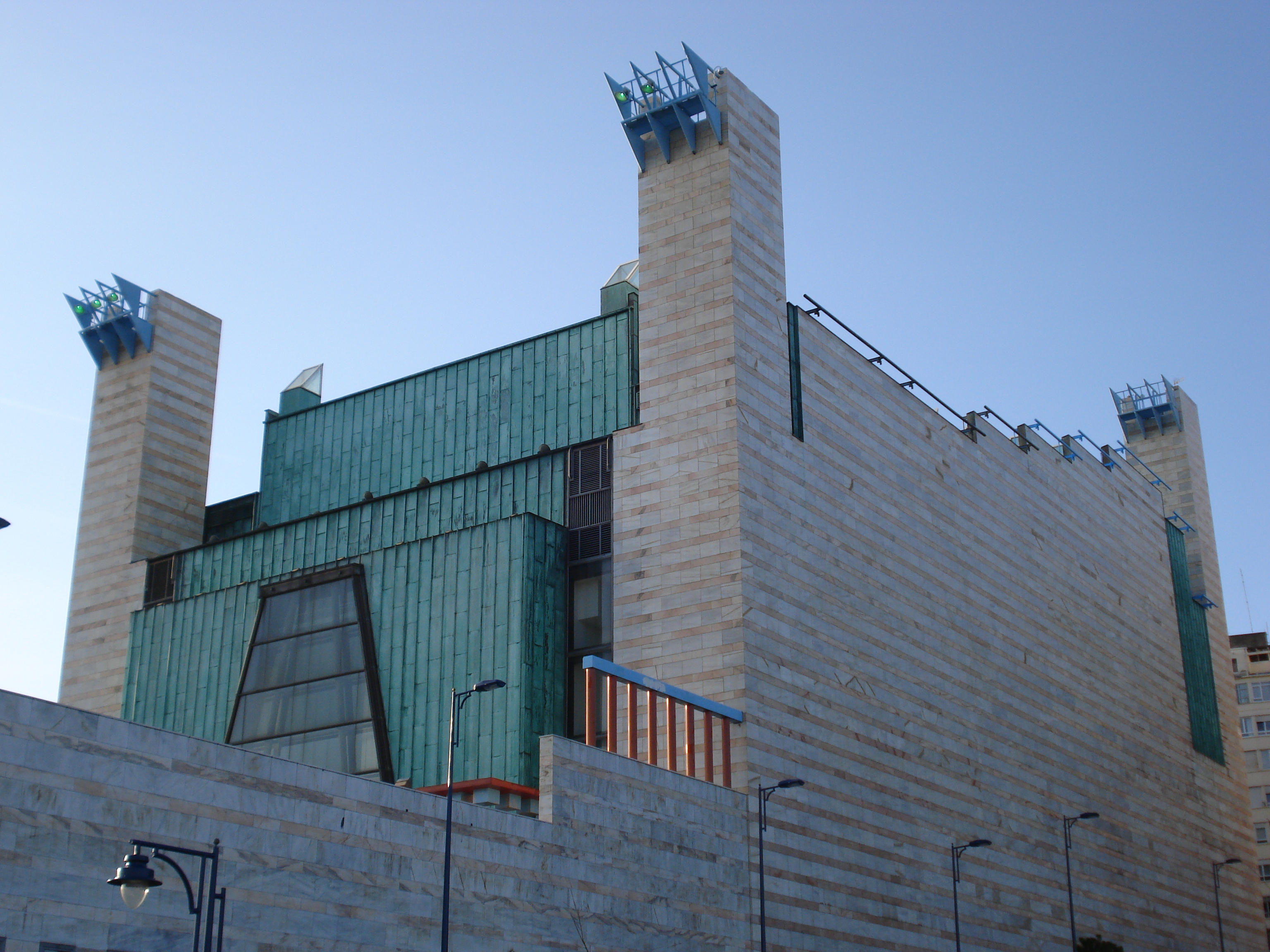
Palacio de Festivales de Santander, la sede principale del FIS.

Il Festival di Santander, o Festival Internacional de Santander (F.I.S.), è uno dei più antichi festival musicali spagnoli e si svolge durante la stagione estiva nell'omonima cittadina, ospitando concerti, spettacoli d'opera e di danza. Viene ospitato nel Palazzo dei Festival come anche in chiese, chiostri e parchi del circondario.
Ha ospitato i più importanti nomi del panorama musicale spagnolo ed internazionale, da Zubin Mehta a Daniel Barenboim, da Montserrat Caballé a Plácido Domingo, José Carreras e Juan Diego Flórez.